# Oktoberhästen
Oktoberhästen (latin october equus) var en romersk skördefest som hölls 15 oktober. Då offrades en häst, som hade segrat i en kapplöpning hållen till skördeguden Mars ära, på Mars gamla altare vid Appiska vägen. Hästhuvudet blev föremål för livlig strid mellan de båda äldsta stadskvarteren i Rom (Suburra och Sacra via), eftersom ägandet av detta hästhuvud ansågs bringa lycka. Hästhuvudet var smyckat med en krans av många bröd.